# Il signorino
Il signorino è un film di Mario Volpe, uscito nelle sale italiane nel giugno del 1920.